# Référendum slovène sur l'adhésion à l'Union européenne et l'OTAN
Le référendum slovène de 2003 est un référendum organisé en Slovénie et ayant eu lieu le 23 mars 2003. Celui-ci porte sur l'adhésion de la Slovénie à l'Union européenne, ainsi que dans l'OTAN.

## Résultats
Le taux de participation est de 60,23 % avec 969 577 votants pour un corps électoral de 1 609 791 personnes.
- Sur la question de l'adhésion à l'UE, 89,61 % des votants ont répondu favorablement, soit 864 542 personnes et 10,39 % des votants n'ont pas souhaité cette adhésion soit 100 229 personnes.

| Oui 864 542 voix (89,61 %) | Non 100 229 voix (10,39 %) |
| ▲                          |                            |

- Sur la question de l'adhésion à l'OTAN, 66,02 % des votants ont répondu favorablement, soit 634 068 personnes et 33,98 % des votants n'ont pas souhaité cette adhésion soit 326 414 personnes.

| Oui 634 068 voix (66,02 %) | Non 326 414 voix (33,98 %) |
| ▲                          |                            |

## Conséquences
À la suite de ce résultat, la Slovénie signe le traité d'Athènes en 2003 et intègre l'Union européenne le 1er mai 2004, lors du cinquième élargissement de l'Union européenne. Elle intègre l'OTAN le 29 mars 2004 avec six autres pays prenant part à cet élargissement.